# Denzil Douglas
Denzil Douglas (Saint Paul Capesterre, 14 gennaio 1953) è un politico nevisiano, in carica come Primo Ministro di Saint Kitts e Nevis dal 6 luglio 1995 al 18 febbraio 2015.
È leader politico del Partito Laburista di Saint Kitts e Nevis dal 1989, ed ha vinto le elezioni generali nel 1995, succedendo a Kennedy Simmonds. Eletto Primo Ministro dal 7 luglio 1995 è diventato anche Ministro degli Esteri fino al 2000. Nel 2004 è stato rieletto Primo Ministro.
Laureatosi in medicina presso la Università delle Indie Orientali, ha due figli, una femmina dottoressa che studia all'Università di Harvard ed un maschio suo omonimo.
Il 27 ottobre 2006 è stato invitato a scopo benefico alla Carmel Pentecostal Church nel quartiere del Bronx a New York da due nativi della sua patria.